# Volgograd oblast
Volgograd oblast (russisk: Волгогра́дская о́бласть, tr. Volgogradskaja oblast) er en af 46 oblaster i Den Russiske Føderation. Oblasten har et areal på 112.877 km² og 2.434.046 (2025) indbyggere. Oblastens administrative center er placeret i byen Volgograd (tidligere Stalingrad), der med sine 1.012.219 (2025) indbyggere er oblastens største by. Andre større byer i oblasten er Volzjskij med 313.034 (2025) indbyggere og Kamysjin, der har 104.220 (2025) indbyggere.

## Geografi
Volgograd oblast grænser op til oblasterne Saratov, Rostov, Astrakhan og Voronezj oblast samt til den russiske republik Kalmykija. Internationalt grænser oblasten op til Vest-Kasakhstan oblast (Kasakhstan).
Volgograd oblast har en gunstig geografisk placering i den sydlige del af Rusland med transportkorridorer til Iran, Kaukasus, Ukraine og Kasakhstan, og i modsat retning til det centrale Rusland og Volga regionen. Oblasten er via Volga-Don kanalen forbundet med de to store floder i det europæiske Rusland , Volga og Don og dermed det Kaspiske Hav, Hvidehavet, Østersøen, Sortehavet og Azovske Hav.

## Historie
Stalingrad oblast (russisk: Сталинградская область) blev oprettet den 5. december 1936 på det område, hvor den tidligere Stalingrad kraj lå. Oblasten fik sit nuværende navn den 10. november 1961.